# Obras corporativas do Opus Dei
Obras corporativas do Opus Dei são obras de apostolado corporativo nas quais o Opus Dei garante moralmente a orientação cristã da atividade que nelas se desenvolve, os acordos com a prelatura não modificam de modo algum a natureza civil da entidade interessada.
A responsabilidade plena da sua gestão e direção cabe sempre aos seus promotores, que serão pessoas ou entidades civis e não a prelatura. Nestes casos a prelatura proporciona orientação doutrinal e atenção sacerdotal, sem discriminação de raça, religião ou condição social. Em todo caso deve tratar-se de iniciativas de inequívoco interesse social, sem fins comerciais ou políticos.
As obras corporativas do Opus Dei, atualmente, incluem quinze universidades, sete hospitais, onze faculdades de administração, trinta e seis escolas de ensino fundamental e médio, noventa e sete escolas vocacionais-técnicas e cento e sessenta e seis residências universitárias em todo o mundo. Dentre as chamadas "obras corporativas" da prelatura encontram-se:
Universitárias
- Universidad de Montevideo (Uruguai)[2]
- Universidade de los Andes (Chile)
- Universidade de Navarra (Espanha)
- IESE Business School (Espanha)
- Universidade de Piura (Peru)
- Universidade de La Sabana (Colômbia)
- Universidade da Ásia e do Pacífico (Filipinas)
- Instituto Superior de Ciências de Enfermagem (Quinxassa, Congo)
- Universidade de Strathmore (Nairóbi)
- Pontifícia Universidade da Santa Cruz (Roma, Itália)
- Universidade Campus Biomédico, em Roma
- Universidade do Istmo (Guatemala)
- Universidade Austral (Argentina)

Sociais
São, também, exemplos de obras de apostolado corporativo:
- o "Midtown Sports and Cultural Center" em Chicago,
- a "Heights School" em Washington (EUA),
- o "Hospital Monkole", em Kinshasa (Congo) que atende milhares de pessoas anualmente que se encontram em situação de extrema necessidade,
- a "Punlaan", em Manila, escola profissional em hotelaria e turismo,
- a escola "Toshi", na cidade do México, numa região rural habitada por indígenas das etnias otomi e mazahua,
- o "Centro ELIS", (Roma) para formação de jovens profissionais da periferia;
- "Centro de treinamento rural Condoray", para mulheres em Cañete, que alfabetizou e ensinou rudimentos comerciais a mais de 20 mil mulheres agricultoras de uma das regiões mais pobres do Peru;
- "Instituto do Setor Informal da Economia", em Nairóbi, Quênia, com o objetivo de ensinar técnicas comerciais básicas a homens pobres que se encontram na informalidade econômica.

Desde 1957 a Santa Sé confiou ao Opus Dei os cuidados da Prelazia territorial de Yauyos, no Peru, numa das regiões mais pobres da América Latina.